# Подгорцев, Сергей Борисович
Сергей Борисович Подгорцев (7 октября 1956, Коломна, Московская область — 20 марта 2019, Московская область) — советский хоккеист, нападающий. Бронзовый призёр чемпионата СССР (1979), чемпион мира среди молодёжи (1976).

## Биография
Воспитанник команды «Венера» (Коломна) и ДЮСШ «Химик» (Воскресенск). Начинал играть на взрослом уровне в воскресенском «Химике», выступавшем в высшей лиге СССР. Вызывался в молодёжную сборную страны, в её составе стал чемпионом мира среди молодёжи (U20) 1976 года, в четырёх матчах набрал 6 очков (2+4). Также играл за вторую сборную СССР.
В 1977 году перешёл в московский «Спартак», в его составе в сезона 1978/79 стал бронзовым призёром чемпионата страны. Однако закрепиться в основе москвичей не смог. Часть сезона 1979/80 провёл в свердловском «Автомобилисте», затем вернулся в «Химик», но и там не задержался.
Всего в высшей лиге СССР в 1974—1981 годах в составе «Химика», «Спартака» и «Автомобилиста» сыграл 162 матча, набрав 34 (17+17) очков.
Затем в течение десяти лет выступал за клубы «Кристалл» (Электросталь) и «Трактор» (Липецк), забросил более 200 шайб в первой и второй лигах первенства СССР. В конце карьеры провёл один сезон в чемпионате Болгарии за софийский «Левски».
После окончания игровой карьеры не занимался деятельностью, связанной с хоккеем. Был женат, имел дочь. В последние годы жизни жил в деревне Карабаново в Подмосковье.
Скончался в марте 2019 года на 63-м году жизни. Похоронен в Мамонтово (Богородский городской округ).